# Kvadratmeter

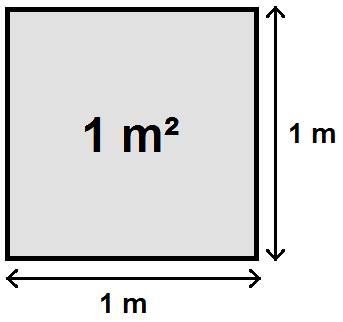
Illustration av en kvadratmeter.

En kvadratmeter (m² eller kvm) är en härledd SI-enhet för area.
1 kvadratmeter är arean av en kvadrat med sidan 1 meter. Kvadratmeter används till exempel som mått vid storlek på bostäder och tomter i länder som använder Internationella måttenhetssystemet.
Areamått:
- 1 mil² = 100 km²
- 1 km² = 100 ha (hektar)
- 1 ha = 100 ar
- 1 ar = 100 m²
- 1 m² = 100 dm²
- 1 dm² = 100 cm²
- 1 cm² = 100 mm²

## Motsvarigheter
En kvadratmeter motsvarar:
- 0,000 001 kvadratkilometer (km²)
- 10 000 kvadratcentimeter (cm²)
- 0,0001 hektar (ha)
- 0,01 ar
- 0,000 247 105 381 acre
- 1,195 990 kvadratyard
- 10,763 911 kvadratfot
- 1 550,0031 kvadrattum